# Liste des sites classés et inscrits de La Réunion
Cet article recense les sites classés et inscrits de La Réunion, en France.

## Listes

### Sites classés
La liste suivante recense les sites classés de La Réunion en 2024.
| Site                         | Communes                 | Date             | Superficie (ha) | Notes | Coordonnées                  | Photo |
| ---------------------------- | ------------------------ | ---------------- | --------------- | ----- | ---------------------------- | ----- |
| Rivière des Roches           | Bras-Panon, Saint-Benoît | 22 novembre 1985 | 110             |       | 21° 00′ 19″ S, 55° 42′ 03″ E |       |
| Pointe au Sel                | Saint-Leu                | 5 mai 1988       | 3               |       | 21° 12′ 11″ S, 55° 16′ 50″ E |       |
| Grotte des Premiers Français | Saint-Paul               | 26 avril 1996    | 174             |       | 21° 01′ 01″ S, 55° 15′ 27″ E |       |
| Ravine Bernica               | Saint-Paul               | 1er juin 1973    | 134             |       | 21° 02′ 57″ S, 55° 16′ 37″ E |       |
| Voile de la Mariée           | Salazie                  | 1er août 1980    | 41              |       | 21° 02′ 24″ S, 55° 32′ 18″ E |       |